# Strophios fils de Pylade
Pour les articles homonymes, voir Strophios.
Dans la mythologie grecque, Strophios (en grec ancien Στρόφιος), fils de Pylade et d'Électre, est roi de Phocide.
Lorsqu'Oreste donne sa sœur Électre comme épouse à son ami Pylade, ils ont deux enfants, Strophios, nommé d'après son grand-père Strophios fils de Crisos, et Médon,. 